# Токофобія
Токофобія — значний страх перед пологами. Це поширена причина, чому деякі жінки вимагають планового кесаревого розтину. Часто включає страх травми дитини, репродуктивних шляхів або смерті. Лікування може відбуватися через консультування.
Це різновид специфічної фобії. У 2000 році стаття, опублікована в Британському журналі психіатрії, описувала страх перед пологами як психологічний розлад, якому мало приділяли уваги і яким часто нехтували.

## Ознаки та симптоми
Може проявлятися низкою симптомів, включаючи кошмари, труднощі з концентрацією на роботі чи сімейних заходах, напади паніки та психосоматичні скарги. Часто страх перед пологами спонукає до планового кесаревого розтину. Страх болю при пологах тісно пов'язаний зі страхом болю в цілому; попередні складні пологи або неадекватне знеболення можуть стати причиною розвитку фобії. Страх перед вагітністю сам по собі може призвести до уникнення вагітності або, оскільки контрацепція ніколи не є ефективною на 100%, до уникнення статевого акту або прийняття рішення про стерилізацію, наприклад, через гістеректомію.

## Причини
Причини токофобії можуть бути комплексними через невідомість та невизначеність процесу пологів, ускладнення під час пологів, акушерське насильство, біль, пряму загрозу життю жінки та немовляти. Токофобія може розвинутися на основі попередніх травматичних пологів: жінки можуть не довіряти акушерським службам або боятися залишитися наодинці під час пологів.

### Первинні
Первинна токофобія — це страх перед пологами у жінок, які ніколи не народжували. Може початися в підлітковому віці, перед або під час вагітності. Це може бути пов’язано з досвідом матері або викликано впливом інформації про пологи в ранньому віці без належного пояснення. Страх також можуть відчувати жінки, які зазнали сексуального насильства, зокрема, зґвалтування: пологи можуть викликати спогади у жінок, яким завдали травми.

### Вторинні
Вторинна токофобія виникає у жінок, які пережили пологи. Попередній досвід пологів міг бути травматичним (ускладнені пологи), включати акушерське насильство, спричинити значні погіршення здоров'я (як соматичні, так і психічні, наприклад, післяпологова депресія). Також вторинну токофобію можуть викликати інші травматичні життєві події в житті жінки та насильство.

## Термінологія
Термін токофобія був введений в медичну літературу в 2000 році. Слово походить від грецького tokos, що означає пологи, і phobos, що означає страх.
Вона також відома як «maeusiophobia» (хоча це, безперечно, варіант «maieusiophobia», від грецького «maieusis», що буквально означає «пологи жінки під час пологів», але загалом відноситься до акушерства), «parturiphobia» (від лат. parturire, що означає «бути вагітною»), і «локіофобія».